# Radiofyr
Radiofyr er en radiosender, som er placeret på en kendt position, hvorfra der bliver sendt periodiske radiosignaler med en forud specificeret frekvens og evt. en kode i f.eks. morse, som identificerer fyret. Med en retningsbestemt antenne, en pejleantenne, kan retningen til radiofyret bestemmes.
Eksempelvis kan placeringen af to eller tre radiofyr på forskellige positioner anvendes i radionavigationsammenhæng. Radiofyr anvendes både inden for søfarten og inden for luftfarten. 
Ved krydsregistrering af udsendte frekvenser og deres faser kan en decca- eller loran-modtager bestemme modtagerens nøjagtige position.

## Radiofyr til luftfart
Til brug for fly har man (ud over GPS-systemet) to systemer til radionavigation: Ikke-retningsbestemte radiofyr samt retningsbestemte VHF-radiofyr.

### Ikke-retningsbestemte radiofyr
Et radiofyr (som i princippet kan være enhver radiosender med en veldefineret position og en fast, uforanderlig sendefrekvens) udsender et signal som i flyet modtages af et instrument kaldet ADF (for Automatic Direction Finder; engelsk for "automatisk retnings-finder"): Dette instrument viser retningen til den modtagne sender relativt flyets retning: Er senderen lige ret forude, peger viseren på ADF-instrumentet lige opad; er senderen direkte til venstre for flyet, peger viseren til venstre osv.

### Retningsbestemte VHF-radiofyr
Det såkaldte VOR-system (for VHF Omnidirectional Range) bygger på særlige radiofyr, hvis signaler varierer med den kompasretning i forhold til fyret hvorfra man modtager dem. Dette system kan bruges på flere måder:
- Piloten kan følge en bestemt kompasretning i forhold til radiofyret (kaldet en radial), enten på vej ind imod dette (omtales som inbound) eller på vej væk derfra (outbound). Signalet kan også anvendes af en evt. autopilot, som derigennem kan sættes til at følge en bestemt radial.
- Ved at undersøge retningen til to VOR-sendere to forskellige steder i flyets nærhed, kan man ved krydspejling bestemme flyets aktuelle position.
- Visse VOR-radiofyr har særlige faciliteter der gør det muligt for udstyret i flyet at bestemme afstanden til radiofyret: Kan man modtage blot et enkelt radiofyr af denne kategori, kan man ligeledes bestemme sin øjeblikkelige position over terrænet.

## Rumradiofyr og satellitradiofyr
Radiofyr kan også være mobile og endda være i bane om Jorden. Et Global Navigation Satellite System (GNSS) anvender flere satellitter med radiofyr og atomure. GNSS anvendes til bestemmelse af positionen i 3D. Et eksempel på et GNSS er GPS.